# Rivière Bernier (vattendrag i Kanada, lat 45,28, long -73,25)
Rivière Bernier är ett vattendrag i Kanada.   Det ligger i provinsen Québec, i den sydöstra delen av landet, 190 km öster om huvudstaden Ottawa.
Trakten runt Rivière Bernier består till största delen av jordbruksmark. Runt Rivière Bernier är det ganska glesbefolkat, med 34 invånare per kvadratkilometer.